# Faragó Sándor (iskolaigazgató)
Faragó Sándor (Nagykőrös, 1892. szeptember 28. – Debrecen, 1968. december 29.) magyar tanító, iskolaigazgató, parasztpárti nemzetgyűlési képviselő.

## Élete
Faragó Lajos iparos és felesége, Pogány Judit fiaként született Nagykőrösön, 1892. szeptember 28-án, református vallásban. Tanítóképzőt végzett, majd a szakmájában helyezkedett el, úgy ismerkedett meg későbbi feleségével, Juhász Róza (1896–1965) tanítónővel is, akivel 1925-ben kötöttek házasságot. 1936-tól már iskolaigazgatóként dolgozott, a füzesgyarmati Kossuth Lajos Református Népiskola élén. Népszerűségét és megbecsültségét jelzi, hogy 1944 októberében – a front átvonulását követően – őt bízták meg a település ideiglenes irányításával is.[forrás?]
1944. december 20-án, harmadmagával – tájékozódás céljából – Debrecenbe utazott, ahol akkor már formálódott a hivatalosan másnap, december 21-én megalakuló Ideiglenes Nemzetgyűlés, illetve a rákövetkező nap, 22-én hivatalba lépő Ideiglenes Nemzeti Kormány. A városban egyik rokona, Juhász Géza közvetítésével kapcsolatba került Erdei Ferenccel, aki a Nemzeti Parasztpárt egyik alapítója, s az új kormányban a belügyi tárca felelőse volt. Megkeresésük nyomán Erdei megszerezte az Ideiglenes Nemzetgyűlés Előkészítő Bizottságának beleegyezését ahhoz, hogy mindketten mandátumot kaphassanak. Így lett Faragó 1944 decemberétől Füzesgyarmat delegátusaként, parasztpárti színekben a nemzetgyűlés képviselője.
1946 és 1948 között a Nemzeti Parasztpárt Országos Nagyválasztmányának tagja is volt, de ennél komolyabb politikai más tisztséget, képviselő-jelöltséget nem vállalt. 1948-tól Debrecenben tanított, a nyugdíjazását megelőző években, 1955–1956-ban ismét iskolaigazgató volt. A hajdúsági megyeszékhelyen hunyt el, 1968. december 29-én.